# Амброж под Крвавцем
Амброж под Крвавцем (словен. Ambrož pod Krvavcem) је насељено место у саставу општине Церкље на Горењскем, у покрајини Горењској која припада и Горењској регији у Републици Словенији. 

## Географија
Насеље се налази на надморској висини од 1.078 м, а простире се на површини од 8,8 км.

## Историја
Локална црква је посвећена Светом Амброзију, по којом је насеље добило име
Име насеља је промењено из Свети Амброш у Амброш под Крвавцем (дословно, „Амброж испод планине Крвавец”) 1955. на основу Закона из 1948. године о називима насеља и ознака тргови, улице и зграде као део напора послератне комунистичке власти Словеније за уклањање верских елемената од топонима. У прошлости је немачки назив био Санкт-Амброс.
До територијалне реорганизације у Словенији насеље се налазило у сатаву старе општине Крањ.

## Становништво
Приликом пописа становништва 2011. године Амброж под Крвавцем имао је 91 становника.
| Број становника по пописима | Број становника по пописима | Број становника по пописима |
| --------------------------- | --------------------------- | --------------------------- |
| 1991                        | 2002                        | 2011                        |
| 44                          | 74                          | 91                          |

Напомена: До 1955. исказивано под именом Свети Амброж.

## Културна баштина
У насељу Амброж под Крвавцем налази 10 регистрованих непокретних културних добара Републике Словеније.

## Галерија
- Камнишке Алпе
- pogled na planinu Крвавец
- Крвавец, жичара
- Крвавец, пејзаж
- Поглед на Крвацец са Триглава